# Ajraoda
Ajraoda (també apareix com Ajranda) fou un estat tributari protegit, del tipus thakurat garantit, feudatari de Gwalior i d'Indore, dels que rebia una subvenció. Formà part de l'agència de Malwa Occidental, de l'agència de l'Índia Central, i de l'agència de Malwa. El thakur era un maratha ponwar. Els ingressos de l'estat s'estimaven en 336 rúpies vers 1900.